# Marina Pinnacle
Marina Pinnacle ist ein Wolkenkratzer in der Stadt Dubai in den Vereinigten Arabischen Emiraten mit 73 Stockwerken und einer Höhe von 280 Metern. Seine Errichtung begann im Jahr 2005 und wurde im Oktober 2011 abgeschlossen. Die Endhöhe wurde bereits Ende des Jahres 2010 erreicht. Der Bau wurde von dem Immobilienunternehmen Emaar Properties, auch Eigentümer des welthöchsten Gebäudes in Dubai, des Burj Khalifa, in Gemeinschaftsarbeit mit Tiger Real Estate Auftrag gegeben. Das schlanke Bauwerk, das durch seine Glasfassade hellblau schimmert, schließt oberhalb des krummen Dachs mit einer schmalen etwa 20 Meter langen Spitze ab. Momentan belegt der Marina Pinnacle den 25. Rang in der Liste der höchsten Gebäude Dubais.
Im Juni 2025 geriet das Gebäude in Brand. Von den 3820 Bewohnern wurde niemand ernsthaft verletzt.